# 克拉斯內區
54°33′36″N 31°26′06″E / 54.56000°N 31.43500°E
克拉斯內區（俄语：Кра́снинский райо́н）是俄羅斯的一個區，位於該國西部，由斯摩棱斯克州負責管轄，始建於1929年，面積1,507.67平方公里，2010年人口12,895，人口密度每平方公里8.55人。